# David Feiss
David Feiss (ur. 16 kwietnia 1959 w Sacramento w stanie Kalifornia) – amerykański animator. 
Dołączył do Hanny-Barbery w 1978 będąc jeszcze nastolatkiem. 
W latach 80. był głównym animatorem filmu Jetsons movie, narysował też pilot do Ren & Stimpy Big House Blues, wyreżyserował The Ren & Stimpy Show. Jest twórcą takich kreskówek jak Krowa i Kurczak i Jam Łasica, które tworzył dla telewizji Cartoon Network pod koniec lat 90. Zajmował się reżyserią i animacją swoich filmów, pisał też scenariusze i podkładał głos. Współpracował z Michaelem Ryanem.